# هاکوب آصلانیان
هاکوب آرسنی آصلانیان (ارمنی: Հակոբ Արսենի Ասլանյան؛ زادهٔ ۱ اوت ۱۹۵۴) یک سیاستمدار اهل ارمنستان است که از تاریخ ۲۰۱۹ تا کنون سمت نمایندگی دوره‌های هفتم و هشتم مجلس ملی جمهوری ارمنستان را برعهده دارد.

## زندگی‌نامه
در ۱ اوت ۱۹۵۴ در جراشن به دنیا آمد و از دانشگاه دولتی علوم پرورشی خاچاطور آبوویان ارمنستان فارغ‌التحصیل شد. 